# ミャンマーの鉄道

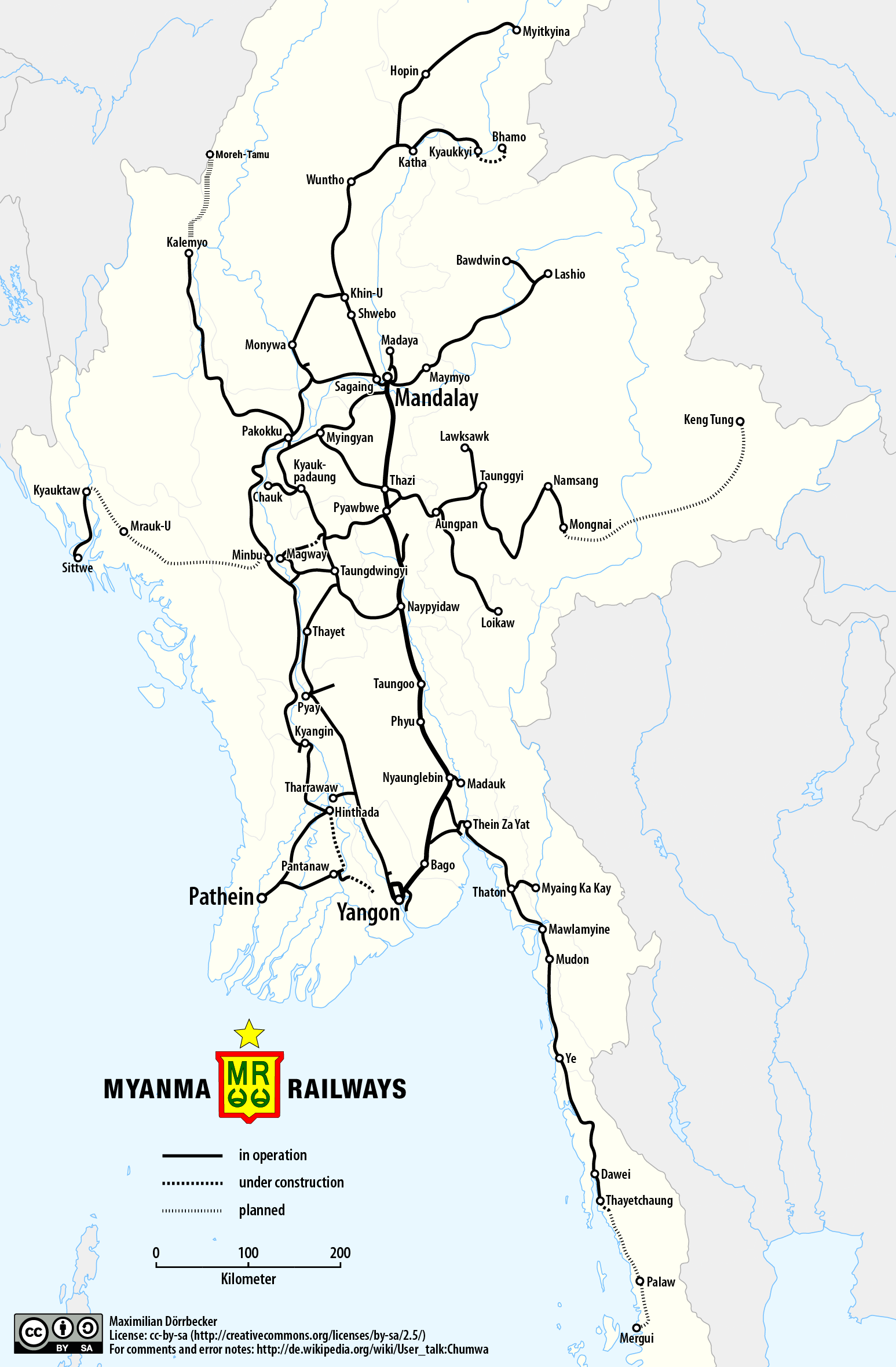
ミャンマーの鉄道網

ミャンマーの鉄道（ミャンマーのてつどう）では、ミャンマーにおける鉄道について記す。

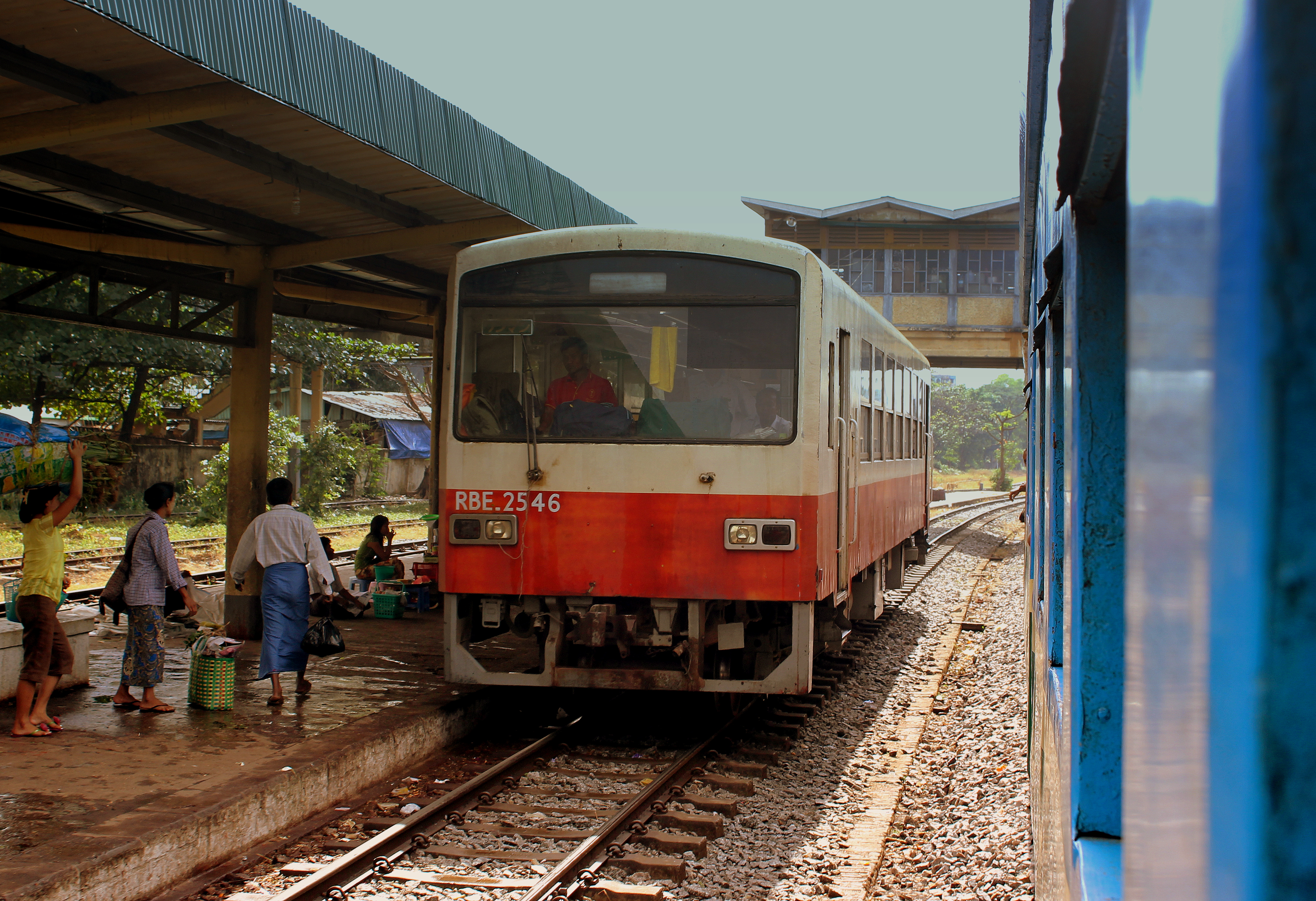
ミャンマーの鉄道(ミャンマー国鉄)で使われている気動車。 元・松浦鉄道MR-300形

## 概要
ミャンマー（旧称：ビルマ）における鉄道の大半はミャンマー国鉄(Myanma Railways)が運営しており、イギリス（大英帝国）植民地時代の1877年に、最初の路線（ヤンゴン - プローム間）が軌間1,000mm（メーターゲージ・狭軌）によって建設されたのを創始とする。この軌間を採用したのは、インドの鉄道において1,000mm軌間の鉄道を広軌の1,676mm軌間に変更する工事が行われ、その際に車両・線路などの余剰品が発生し、それを流用したからである。
第二次世界大戦中には、日本陸軍によってタイのバンコクからマンダレーまでを結ぶ軍用鉄道の泰緬鉄道が建設されたこともあったが、大戦後にミャンマー側の線路は撤去された。第二次世界大戦で大きな被害を被ったミャンマーの鉄道は、戦後世界各国・国際機関等からの援助によって車両や線路が導入された結果、急速に戦前の水準に復旧した。1989年からの軍事政権以降、鉄道路線は全国に延伸された。
ミャンマー国鉄は2014年時点では、全国に約6100kmの路線を有している。その中核をなすヤンゴン - マンダレー線の路線延長は622kmである。整備・保守が行き届いていないことから、いずれも老朽化が進んでいて遅延も多く、乗り心地はお世辞でも良いとはいえない状況となっている。線路状態が悪い為、速度は最高でも60km/h程度しか出せない。しかしJICAをはじめとする各種機関からの支援により、特に幹線の状態は改善されつつある。
なお、ミャンマー国鉄の路線の他、シャン州のナムツ（Namtu）の鉱山鉄道、エーヤワディー地方域のチャンギン（Kyangin）のセメント工場の鉄道線なども存在する。またイギリス植民地時代には、ヤンゴンとマンダレー市内にて路面電車も運行されていた。
鉄道車両では、近年まで蒸気機関車も現役で使われていて、また、後述の日本から多数の中古車両が輸出されていることから、それを目当てに日本から訪れる鉄道ファンも多く存在する。なお、軍事政権期までは鉄道施設を無断で写真撮影することは禁止されており、写真撮影にはミャンマー国鉄が発行する許可証が必要となることもあった。しかし2010年代以降は観光での撮影は特に制限される事はなくなった。
2000年代以降には、日本で不要となった中古車両が数多く譲渡されている。名古屋鉄道・伊勢鉄道・のと鉄道・天竜浜名湖鉄道・三陸鉄道・甘木鉄道・真岡鐵道・平成筑豊鉄道・北海道ちほく高原鉄道・松浦鉄道・樽見鉄道・いすみ鉄道・井原鉄道・北海道旅客鉄道（JR北海道）・東日本旅客鉄道（JR東日本）・東海旅客鉄道（JR東海）・西日本旅客鉄道（JR西日本）・四国旅客鉄道（JR四国）から譲渡された気動車のほかに、日本貨物鉄道（JR貨物）・北海道旅客鉄道（JR北海道）から譲渡されたディーゼル機関車、北海道旅客鉄道（JR北海道）から譲渡された客車、広島電鉄から路面電車が導入されている。

## 事業者
- ミャンマー国鉄（Myanma Railways）

## 運行概要
ミャンマー国鉄の旅客列車は客車列車（貨車との混合列車を含む）と気動車で運行されている。
等級はアッパークラス（一等）とファーストクラス（二等）、オーディナリークラス（三等）の三種類で、アッパークラス車には寝台車も存在する。多くの路線では、各駅停車の列車と停車駅の少ない急行列車が運行されている。
最重要幹線であるヤンゴン - マンダレー間の急行列車でも、前述のように線路の状況が悪いため、同区間に約15時間（表定速度41.5km/h）以上を要する。また近年では、JR西日本から譲り受けたキハ181系気動車を改造し、ヤンゴンと南東部の観光地「チャイティーヨー・パゴダ」の最寄り駅チャイトーを結ぶ観光列車に導入した（現在は運行休止）。
ヤンゴンには環状運転を行う路線が存在しており、1周2時間半程度で走行している。ただ日本の山手線・大阪環状線などとは異なり、環状線といっても環状運転となる列車は日に数本程度しか運行されず（区間列車も設定されている）、郊外には田園地帯を走る区間もある。
また、外国人に関してはこれまで正規運賃・料金の10倍近くにもなる外国人運賃・料金（ドル建て）が適用され、さらには二等車しか連結していない場合でも一等車の運賃・料金で計算されていた。しかし2014年4月から外国人運賃・料金は廃止され、外国人もミャンマー人と同様に正規のチャット払いの運賃で乗車する事ができるようになった。

## 隣接国との鉄道接続状況
- バングラデシュ - 接続なし
- インド - 接続なし
- 中華人民共和国 - 接続なし
- ラオス - 接続なし
- タイ - 接続なし